# Denise Levertov
Denise Levertov (Ilford, 24 ottobre 1923 – 20 dicembre 1997) è stata una scrittrice e poetessa britannica naturalizzata statunitense.

## Biografia
Nacque a Ilford, in Inghilterra. Sua madre, Beatrice Spooner-Jones Levertoff, era gallese. Suo padre, Paul Levertoff, immigrato in Inghilterra dalla Germania, era un ebreo chassidico di origine russa che si convertì diventando un prete anglicano. Pur essendo educata in casa, Denise mostrò sin da piccola interesse verso la scrittura; già cinque anni il suo sogno era infatti di diventare scrittrice. All'età di dodici anni Denise spedì alcuni poemi a T. S. Eliot, che le rispose con una lettera di incoraggiamento di due pagine. Nel 1940, quando aveva 17 anni, Levertov pubblicò la sua prima poesia.
Durante i bombardamenti nazisti, Levertov prestò servizio a Londra come infermiera civile. La sua prima raccolta di poesia, The Double Image, fu pubblicata sei anni dopo. Nel 1947 sposò lo scrittore statunitense Mitchell Goodman, trasferendosi negli U.S.A. l'anno seguente. La coppia, che finì però per divorziare, ebbe un figlio, Nikolai, e si stabilì a New York, trascorrendo le estati nel Maine. Nel 1955 Levertov, divenne cittadina naturalizzata statunitense.
I primi due libri di Levertov erano scritti con forme poetiche e linguaggio tradizionali, ma dopo aver accettato gli Stati Uniti come sua nuova patria, rimase affascinata dalla lingua statunitense. Fu influenzata dai poeti del gruppo della Black Mountain e soprattutto da William Carlos Williams. Il suo primo libro di poesia in lingua USA, Here and Now, mostra chiaramente l'inizio di questa fase di passaggio e trasformazione.A darle la fama fu la poesia With Eyes at the Back of Our Heads.
Denise Levertov morì nel 1997, all'età di 74 anni. Fu sepolta al Lake View Cemetery di Seattle.

## Opere

### Poesia
- The Double Image (1946)
- The Sharks (1952)
- Here and Now (1956)
- Overland to the Islands (1958)
- With Eyes at the Back of Our Heads (1959)
- The Jacob's Ladder (1961)
- O Taste and See: New Poems (1964)
- The Sorrow Dance (1967)
- Life At War (1968)
- At the Justice Department, November 15, 1969 (1969)
- Relearning the Alphabet (1970)
- To Stay Alive (1971)
- Footprints (1972)
- The Freeing of the Dust (1975)
- Life in the Forest (1978)
- Wedding-Ring (1978)
- Collected Earlier Poems 1940-1960 (1979)
- Candles in Babylon (1982)
- The May Mornings (1982)
- Poems 1960-1967 (1983)
- Oblique Prayers: New Poems (1984)
- Selected Poems (1986)
- Poems 1968-1972 (1987)
- Breathing the Water (1987)
- A Door in the Hive (1989)
- Evening Train (1992)
- A Door in the Hive / Evening Train (1993)
- The Sands of the Well (1996)
- The Life Around Us: Selected Poems on Nature (1997)
- The Stream & the Sapphire: Selected Poems on Religious Themes (1997)
- Living

### Prosa
- The Poet in the World (1973)
- Light Up the Cave (1981)
- New & Selected Essays (1992)
- Tesserae: Memories & Suppositions (1995)
- The Letters of Denise Levertov and William Carlos Williams (1998)
- The Letters of Robert Duncan and Denise Levertov (2004).